# Skrewdriver
Gli Skrewdriver erano un gruppo punk rock/RAC, fondato da Ian Stuart Donaldson nel 1977 a Blackpool in Inghilterra. Inizialmente, con la prima formazione, il gruppo non era politicizzato, si limitava a suonare un classico delle origini del punk rock di stampo inglese.
Dopo lo scioglimento nel 1979, Ian Stuart decise di riformarlo nel 1982 cambiando totalmente formazione. L'atteggiamento del gruppo era cambiato, i nuovi Skrewdriver dichiararono apertamente di simpatizzare per organizzazioni di estrema destra, cambiarono anche stile approfondendo la loro matrice rock e approdando a pensieri di estrema destra.
Da notare che, contrariamente a quanto alcuni credano, gli Skrewdriver non si consideravano una Oi! band e tranne per alcuni episodi musicali ("Boots and braces" e la seconda versione di "Antisocial" in primis) erano piuttosto lontani dall'attitudine e dai canoni musicali dell'Oi!.

## Storia del gruppo
Ian Stuart faceva parte di una cover band dei Rolling Stones chiamata Tumbling Dice (come la celebre canzone del gruppo), e formò gli Skrewdriver, dopo aver visto i Sex Pistols a Manchester.
La formazione originale (tutti provenienti da Blackpool) era:
- Ian Stuart - voce
- Phil Walmsley - chitarra
- Ronnie Hartley - chitarra
- Kev McKay - basso
- John "Grinny" Grinton - batteria

I concerti a Blackpool erano pochi e dopo quello al Stanley Park (la storia è raccontata in (Too Much) Confusion presente su All Skrewed Up), diventarono ancora meno. Dopo aver spedito una cassetta a Roger Armstrong della Chiswick Records, vennero messi sotto contratto, e si trasferirono a Londra. Uscirono con You're So Dumb/Better Off Crazy (7") nel 1977. La title track ha un testo molto impegnato contro l'uso di droghe. In quei tempi riuscirono a suonare regolarmente a Londra (Roxy, Music Machine, Vortex etc.). Dopo l'uscita del singolo Antisocial/19th Nervous Breakdown (7") sempre nel 1977, Phil Walmsley lasciò il gruppo e fu rimpiazzato da Ron. Con l'uscita di questo singolo, il gruppo prese un'immagine più skinhead. Sempre dello stesso anno è il primo Lp All Skrewed Up, sempre su Chiswick Records. Le continue violenze ai concerti e la presenza di sostenitori del National Front e del British Movement, resero la situazione ancora più pesante. La stampa iniziò ad equiparare il nome Skrewdriver a supporters del National Front. Per questo motivo, i media, chiesero ai gruppi leader della scena di dissociarsi dagli ambienti di destra. Gli Sham 69 di Jimmy Pursey accettarono, mentre gli Skrewdriver non vollero scendere a compromessi. A metà del 1978, non avendo più possibilità di suonare in giro (tutti i gigs erano banditi) e non avendo più un contratto discografico, il gruppo si sciolse, lasciò Londra e tornò a Blackpool.

### La rinascita del gruppo
I componenti erano senza soldi e senza un lavoro. Quindi Ian incominciò a seguire i meeting del National Front. Nell'aprile 1979 era già diventato membro effettivo. Tornò a Londra, dove visse per tre mesi a casa della madre di Suggsy (Suggsy era stato un roadie degli Skrewdriver nel 1977, ma dopo due anni era diventato il cantante dei Madness). Ian lasciò Londra per andare a vivere vicino a Manchester, dove riformò gli Skrewdriver. La nuova formazione era:
- Ian Stuart - voce
- Kev McKay - basso
- Glen Jones - chitarra
- Martin Smith - batteria

Riuscirono a suonare regolarmente nella zona di Manchester ed a firmare un contratto con la TJM Records (piccola label locale). Uscirono con il 7" Built Up Knocked Down su TJM nel 1979. Ma la stampa non aveva dimenticato quello che era successo due anni prima. Così i loro concerti furono nuovamente banditi ed alla fine del 1980 il gruppo si sciolse nuovamente.

### La seconda rinascita
Durante l'autunno 1981, Ian tornò a Londra e si stabilì a vivere al Ferndale Hotel (conosceva il proprietario dell'albergo, simpatizzante del NF) nella zona di Kings Cross. Iniziò a frequentare il "Last Resort" (negozio di dischi ed abbigliamento), di cui Mickey French e Margaret erano i proprietari. Attraverso questi contatti, Ian riuscì a riformare gli Skrewdriver.
La nuova formazione era:
- Ian Stuart - voce
- Mark French - basso
- Geoff Williams - batteria
- Mark Neeson - chitarra

Frenchy e Williams provenivano entrambi da un altro gruppo, The Elite. Mickey French (del Last Resort Shop) aiutò Ian a riformare il gruppo e contribuì alla realizzazione di Back With a Bang! (12", Last Resort Sounds – Boots & Braces label). Dopo il notevole successo di questo 12", Mickey propose agli Skrewdriver di partecipare alla raccolta United Skins (sempre prodotta dal Last Resort Shop) con due tracce. Sempre nel 1982, Ian iniziò a parlare dell'idea di creare un circuito musicale di destra: il Rock Against Communism (abbreviato in RAC). Questo sarebbe stato supportato dalla produzione di dischi, concerti, magazine. In questo periodo, il loro live set includeva già White Power e Smash the I.R.A.. Nell'estate del 1982, ad uno dei tanti concerti svolti al 100 Club, ci fu una rissa tra i sostenitori degli Skrewdriver ed i sostenitori degli Infa Riot (gruppo che si fece un nome suonando ai concerti organizzati dal Rock Against Racism). Il primo concerto R.A.C. si ha nel 1982 a Stratford, Londra Est: gli Skrewdriver sono headliner. Di supporto, tra gli altri, gli Ovaltinees (autori, qualche mese dopo, di British Justice EP). Nello stesso periodo dell'uscita dell'EP degli Ovaltinees (1983), vedeva la luce White Power (7"). Uscito su White Noise Records (prima label di destra, costituita con l'aiuto del National Front). Prodotto da Mark Sutherland e mixato nel suo studio a Londra Est. Per registrare, aveva solo un recorder 4 tracce. Nell'autunno 1983 esce Voice of Britain (7"), sempre su White Noise Records, e partecipano a This is White Noise! (EP compilation per la stessa label). All'inizio del 1984 Geoff, Frenchy e Neeson lasciarono il gruppo. La nuova formazione era composta da:
- Ian Stuart - voce
- Adam Douglas - chitarra
- Murray Holmes - basso (ex Quick & The Dead)
- Mark Sutherland - batteria (produttore del gruppo)

Con questa formazione, gli Skrewdriver firmano un contratto con la Rock-O-Rama Records e stampano Invasion (7"). Qualche mese dopo viene pubblicato Hail the New Dawn (LP), sempre su Rock-O-Rama. Tra il 1984 ed il 1985, la scena R.A.C. grazie agli Skrewdriver cresce un po' in tutta Europa e nascono nuovi gruppi. Adesso c'erano abbastanza gruppi per realizzare un festival. Il primo fu con: Skrewdriver, Brutal Attack, Die Hard, Public Enemy. Nel marzo 1985 si aggiunge al gruppo Stiv "Jena" Roda (ex Nabat) alla chitarra. Con questa formazione registrano 2 tracce per No Surrender (compilation). Nell'autunno 1985 registrano Blood & Honour LP (che uscirà solo a dicembre 1985), in questo disco la seconda chitarra è suonata da Paul Swain (ex 4 Skins). Durante le session furono registrate anche due tracce extra che sarebbero dovute diventare un 7". Il singolo in questione non fu mai stampato e le due tracce furono utilizzate per No Surrender Vol.2, album uscito nel febbraio 1986 (in sinergia tra Rock-O-Rama Records e White Noise Records). Dal 1987 in poi il gruppo ha continuato a cambiare formazione. Nel 1988, Martin Cross (Brutal Attack) è nella formazione che registra 3 tracce per Gods of War (compilation) ed After the Fire (LP). Nel 1990 Stigger entra nel gruppo e registrano The Strong Survive (LP, probabilmente il disco meno riuscito di tutta la loro discografia). Nel 1992 registrano Freedom What Freedom (LP). Nello stesso anno, prima di un concerto, 6 componenti del gruppo e dell'entourage vengono arrestati in Germania per degli incidenti che erano avvenuti. Ian registra con i Rough Justice un 12" EP (6 tracce) dal titolo Justice for Cottbus Six, per raccogliere i soldi delle spese legali del gruppo. Freedom What Freedom esce quando il resto del gruppo è ancora in carcere e Ian dedica a loro questo disco. Tra il 1989 ed il 1992, Ian porta avanti molti progetti paralleli agli Skrewdriver (Klansmen, White Diamond, Ian Stuart & Stigger) ed alcuni progetti da solista (No turning back, LP e Patriot, LP). Gli Skrewdriver finiscono con la morte di Ian Stuart in un incidente stradale nel 1993. L'ultimo album, Hail Victory, è uscito postumo nel 1994. Le note nel CD sono di Ken McLellan (cantante dei Brutal Attack).

## Discografia

### Album in studio
- 1977 - All Skrewed Up (Chiswick, successivamente ristampato col titolo The Early Years con tracce aggiuntive)
- 1984 - Hail the New Dawn (Rock-O-Rama)
- 1985 - Blood & Honour (Rock-O-Rama)
- 1987 - White Rider (Rock-O-Rama)
- 1988 - After the Fire (Rock-O-Rama)
- 1989 - Warlord (Rock-O-Rama)
- 1990 - The Strong Survive (Rock-O-Rama)
- 1992 - Freedom What Freedom (Rock-O-Rama)
- 1994 - Hail Victory (ISD/White Terror)

### 12" EP
- 1982 - Back With a Bang/I Don't Like You/Boots & Braces (SKREW)
- 1987 - Boots & Braces (Rock-O-Rama, tracce già pubblicate precedentemente)
- 1987 - Voice of Britain (tracce già pubblicate precedentemente)

### Singoli
- You're So Dumb / Better Off Crazy (1977) (Chiswick)
- Antisocial / Breakdown (1977) (Chiswick)
- Street Fight / Unbeliever (1977) (Chiswick - registrato ma non pubblicato)
- Built Up, Knocked Down / Case of Pride / Breakout (1979) (TJM label)
- White Power / Smash the IRA / Shove the Dove (1983) (White Noise)
- Voice of Britain / Sick Society (1984) (White Noise)
- Invasion / On the Streets (1984) (Rock-O-Rama)
- After the Fire / Sweet Home Alabama (1988) (Street Rock'n'Roll)
- Land of Ice / Retaliate (1988) (Street Rock'n'Roll)
- Their Kingdom Will Fall / Simple Man (1989) (Street Rock'n'Roll)
- The Evil Crept In / Glory (1989) (Street Rock'n'Roll)
- The Showdown / Deep Inside (1990) (White Pride Records)
- You're So Dumb / The Only One (1990) (Street Rock'n'Roll)
- Streetfight / Where's It Gonna End (1990) (Street Rock'n'Roll)
- Stand Proud / Backstabber (1991) (Street Rock'n'Roll)
- Warzone / Shining Down (1991) (Street Rock'n'Roll)

### Album dal vivo
- Live Marquee (1977)
- We've Got the Power (1987) (Viking) (ristampato su CD con tracce bonus live e demo)
- Live and Kicking (1991) (Rock-O-Rama) (doppio album)
- Live at Waterloo (1995) (ISD/White Terror) (registrato il 12 settembre 1992)
- This One's for the Skinheads (registrato il 23 aprile 1987)
- The Last Gig in Germany (1996)

### Radio
- Peel Session (1977)[2] BBC Radio 1

## Videogiochi
La cover degli RaHoWa della canzone degli Skrewdriver When The Boat Comes In è la canzone principale del videogioco di supremazia bianca Ethnic Cleansing.